# Sachs-Stadion
Sachs-Stadion (bis 2021: Willy-Sachs-Stadion) ist der Name eines großen Sportparks in Schweinfurt. Das Fußballstadion mit Leichtathletikanlage innerhalb des Sportparks heißt seit 2025 Riedel Bau Arena (auch: Riedel Bau Arena im Sachs-Stadion). Sie bietet 16.500 Plätze, davon 2.060 Sitzplätze und 14.440 Stehplätze. Der übrige Sportpark heißt weiterhin nur Sachs-Stadion.
Die gesamte Anlage wurde von Willy Sachs, dem damaligen Alleininhaber der Schweinfurter Fichtel & Sachs AG, für eine Million Reichsmark der Stadt Schweinfurt gestiftet. Der 1. FC Schweinfurt 05 erhielt von Sachs ein festgeschriebenes Erstnutzungsrecht aller Einrichtungen des Stadions, so lange der Verein besteht.
Die Anlage, die bis in die 1960er Jahre zu den größten Sportparks in Deutschland gehörte, wurde 1936, eine Woche vor den Olympischen Spielen in Berlin, in Anwesenheit führender nationalsozialistischer Politiker eröffnet. Wegen der Verstrickungen von Willy Sachs mit dem Nationalsozialismus wurde das Stadion 2021 umbenannt.
Die Haupttribüne des Stadions wurde im Bauhausstil vom Architekten des Stuttgarter Hauptbahnhofs Paul Bonatz entworfen. Es ist eine der seltenen Vorkriegsanlagen, in denen bis heute keine größeren baulichen Eingriffe vorgenommen wurden. Neben dem Berliner Olympiastadion ist es die einzige, weiträumige Sportanlage aus den 1930er Jahren, die einschließlich aller Nebengebäude unter Denkmalschutz steht.

## Lage und Verkehrsanbindung
Das Stadion liegt im Nordwestlichen Stadtteil, 2 km nordwestlich des Stadtzentrums und 2 km nördlich des Hauptbahnhofs. Das Stadion liegt an der B 303, die identisch mit der Niederwerrner Straße ist, einer nordwestlichen Ausfallstraße nach Bad Kissingen. Mehrere Tausend, zum Teil kostenlose Parkplätze, stehen am Volksfestplatz (Wegweiser „Stadion“ folgen) und in der Umgebung zur Verfügung.

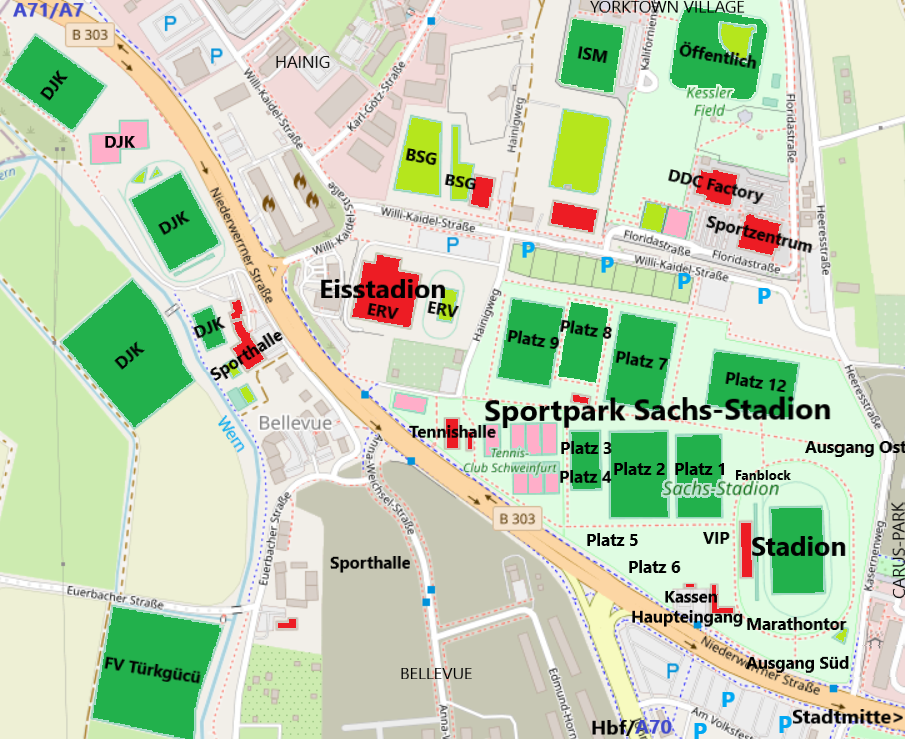
Sportpark Sachs-Stadion und umgebende Sportstätten. Das Stadion heißt seit 2025 Riedel Bau Arena

Autofahrer aus Richtung Kassel verlassen die A 7 an der Anschlussstelle Nr. 98 Wasserlosen und folgen nun der B 303, die direkt zum Stadion führt. Aus Richtung Würzburg verlässt man die A 7 am Autobahnkreuz Schweinfurt/Werneck, fährt nun auf der A 70 bis zum Autobahndreieck Werntal und hier auf die A 71 Richtung Erfurt. An der Anschlussstelle Nr. 30 Schweinfurt-West gelangt man ebenfalls auf die B 303 und fährt hier Richtung Schweinfurt. Aus Richtung Erfurt verlässt man die A 71 ebenfalls an der Anschlussstelle Nr. 30 Schweinfurt-West. Gästefans müssen in allen drei Fällen auf der B 303 an der Ortstafel Schweinfurt links und dann in die zweite Straße rechts (Adolf-Ley-Straße) abbiegen, die in Verlängerung zur Willi-Kaidel-Straße mit den Gäste-Parkplätzen führt. Von dort gelangen sie zu Fuß in ca. 10 Minuten über die Heeresstraße und den Eingang-Ost zum Gäste-Fanblock in der Nordkurve (siehe: oberer Plan). Autofahrer aus Richtung Bamberg verlassen die A 70 an der Anschlussstelle Nr. 7 Schweinfurt-Zentrum und fahren auf der B 286 Richtung Stadtmitte, bis zu den Wegweisern „Stadion“.
Anreisende mit dem Regionalexpress steigen am Hauptbahnhof Schweinfurt aus und können dort Montags bis Freitags vom Zentralen Omnibusbahnhof (ZOB) für Regional- und Fernbusse am Bahnhofsplatz das Stadion direkt mit der Regionalbuslinie 8139 (OVF) erreichen. Alternativ erreicht man täglich mit dem Stadtbus vom Hauptbahnhof mit einem Umstieg das Stadion. Zunächst gelangt man mit der Linie 100 oder 120 zum ZOB für Stadtbusse am Roßmarkt. Von dort führt die Linie 160 zum Stadion und die Linie 140 zum Volksfestplatz neben dem Stadion. Bei Anreise mit der Regionalbahn empfiehlt es sich am Haltepunkt Schweinfurt Mitte auszusteigen und von dort zum ZOB Roßmarkt zu laufen (ca. 10 Minuten).

## Riedel Bau Arena
Für den Aufstieg des FC 05 im Jahr 2025 in die 3. Liga musste das Stadion gemäß den neuen, wesentlich erweiterten Lizenz-Anforderungen des DFB weiter ausgebaut werden. Zusätzliche Sitzplatzbereiche, eine Rasenheizung, eine Umrüstung des Flutlichts auf LED-Technik, weitere Medien-Arbeitsbereiche, ein VIP-Zelt über zwei Etagen, eine Polizeiwache und weitere Arbeiten wurden nötig. Auf die Stehränge in der Nord- und Südkurve wurden mobile Sitztribünen aufgesetzt, um die erforderliche Zahl von mindestens 2.000 Sitzplätzen zu erhalten. Die Einbauten in die historische Stadionanlage wurden formal ansprechend gestaltet, in der Südkurve wurden die Tribünen symmetrisch, beiderseits des Marathontors errichtet.
Dem Verein entstanden durch den Ausbau Gesamtkosten von knapp fünf Millionen Euro. Gut eine Million Euro stemmte der Verein, der Rest wurde dem FC 05 per Stadtratsbeschluss gewährt.

## Sachs-Stadion / Geschichte

### Anlass zum Bau

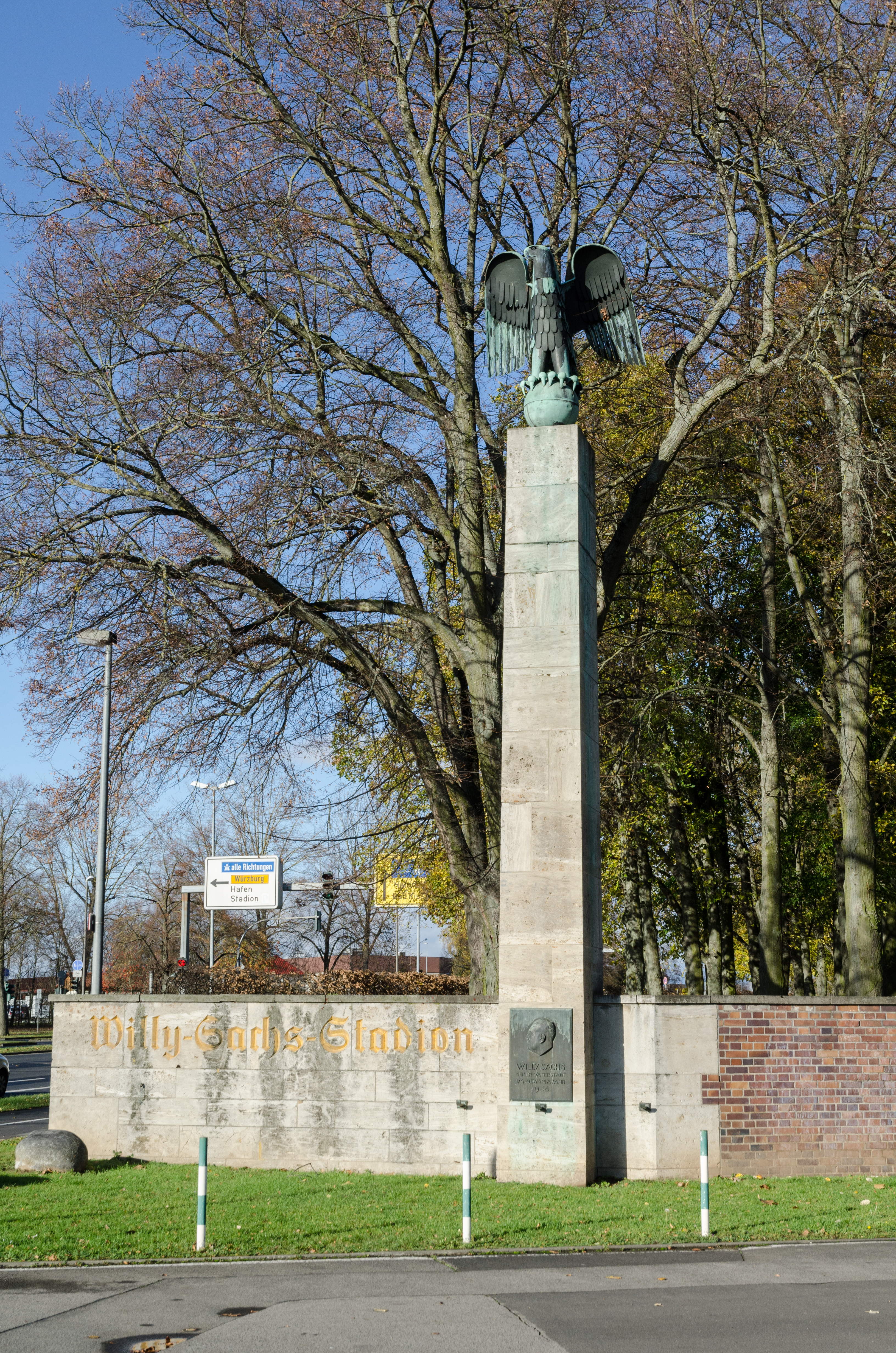
Stadion-Denkmal mit Pylon, Reichsadler und Tafel des Stifters Willy Sachs am Ander-Kupfer-Platz

Der unmittelbare Anlass für die Finanzierung eines neuen Fußballstadions für den 1. FC Schweinfurt 05 waren die unzulänglichen Platzverhältnisse der existierenden Spielstätte an der Ludwigsbrücke. Während der Lokalrivale VfR 07 Schweinfurt 1928 das Stadion am Hutrasen bezog, mit 6000 Plätzen (1941).
Nach dem Aufstieg des FC 05 in die Gauliga Bayern (oberste deutsche Spielklasse) im Jahr 1933 erhoben andere Gauliga-Vereine Einspruch gegen die Benutzung des Platzes, dessen Zustand allerdings nicht entscheidend verbessert werden konnte.

### Stiftung von Willy Sachs
Das Stadion samt umgebenden Sportpark wurde 1934 vom Schweinfurter Industriellen Willy Sachs gestiftet, dem Inhaber des von seinem Vater Ernst Sachs gegründeten Unternehmens Fichtel & Sachs. Willy Sachs war der Vater des bekannten Playboys und Kunstsammlers Gunter Sachs (1932–2011).
Im Stiftungsschreiben legte Sachs als Mäzen von Schweinfurt 05 daher für die „Dauer des Bestehens des Vereins“ das alleinige Erstnutzungsrecht aller Stadioneinrichtungen für seinen Verein fest.

### Planung und Bau

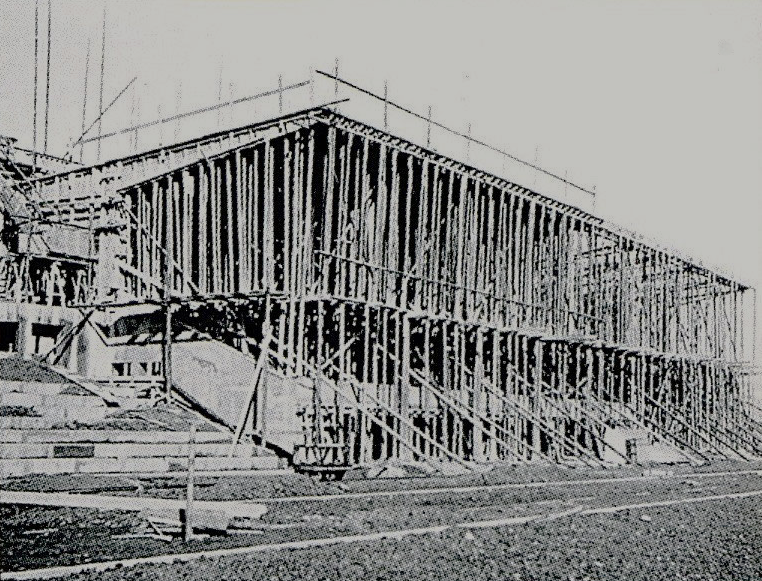
Bau der Haupttribüne durch die Firma Riedel aus Schweinfurt

Der architektonische Entwurf des Stadions kam von Paul Bonatz, der bereits die neue Verwaltungszentrale der Fichtel & Sachs AG in Schweinfurt erbaut und unter anderem den Stuttgarter Hauptbahnhof konzipiert hatte. Sein Schwiegersohn Kurt Dübbers entwarf die das Stadion umgebenden Funktionsbauten. Die gesamte Anlage wurde damals als vorbildlich und für eine Stadt der Größe Schweinfurts als nahezu einzigartig in Deutschland eingestuft. Die Firma Riedel aus Schweinfurt (seit 2025 Sponsor vom 1. FC Schweinfurt 05) errichtete das Stadion.
Die gesamte Stadionanlage überstand unbeschadet die Bombenangriffe des Zweiten Weltkriegs.

### Einweihung
Das Stadion wurde am 23. Juli 1936 eingeweiht, neun Tage vor Beginn der Olympischen Spiele in Berlin. Willy Sachs war während des Dritten Reichs Wehrwirtschaftsführer. Einen Tag vor der Einweihung des Stadions waren der mit Sachs befreundete Hermann Göring, der Reichsführer SS Heinrich Himmler und der Reichsorganisationsleiter Robert Ley anwesend.
Zur Einweihung des Stadions am 23. Juli 1936 war der Reichsstatthalter von Bayern und General Franz Ritter von Epp anwesend. Drei Tage später war das Eröffnungsspiel zwischen dem 1. FC Schweinfurt 05 und Schalke 04 (2:2), dem Deutschen Meister von 1935.

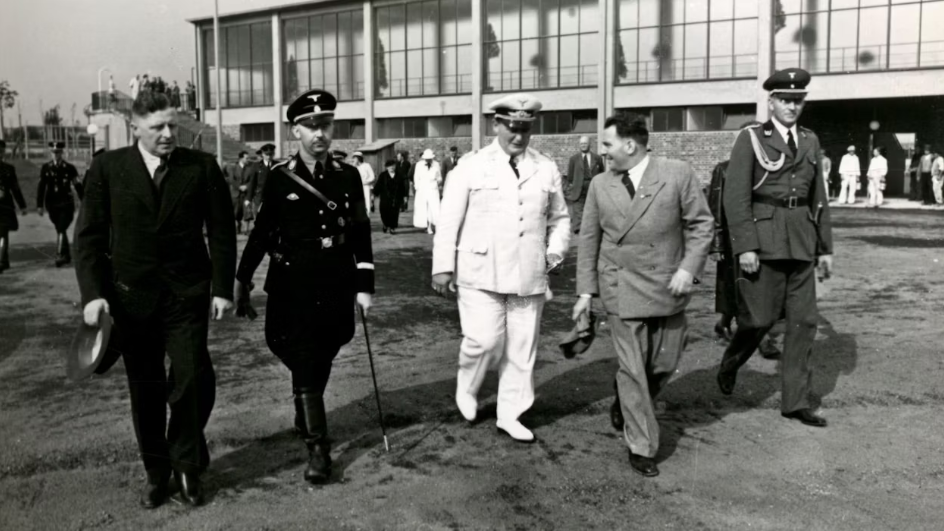
Willy Sachs (2. von rechts), Hermann Göring (Mitte) und Heinrich Himmler (2. von links) einen Tag vor der Stadion-Einweihung
Einweihungsfeier am 23. Juli 1936

### Kontroverse um den Stadionnamen

#### Verstrickungen von Willy Sachs in NS-Zeit

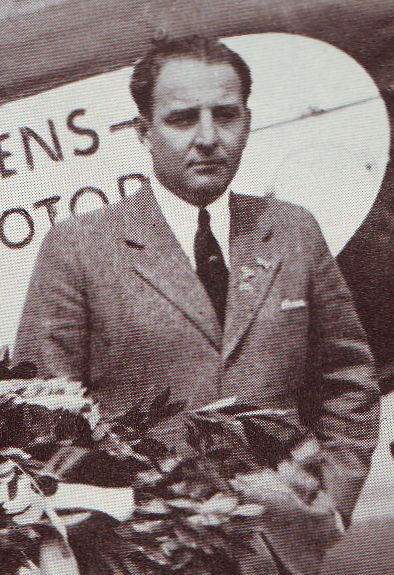
Willy Sachs (1933)

General Franz Ritter von Epp (links) und Konsul Willy Sachs in SS-Uniform (rechts) bei der Stadion-Einweihung

Wegen der Verstrickungen von Willy Sachs mit dem Nationalsozialismus war der Name Willy-Sachs-Stadion seit langem umstritten. Willy Sachs trat 1933 in die SS ein und war seit 1. Mai 1933 Mitglied der NSDAP. Er hatte schließlich den Rang eines SS-Obersturmbannführers (1943) und gehörte dem „Freundeskreis Reichsführer SS“ (Heinrich Himmler) an.
Als Leiter eines rüstungswichtigen Betriebs war Willy-Sachs Wehrwirtschaftsführer. Heinrich Himmler verlieh ihm Orden und Ehrentitel und half nach der Scheidung von seiner ersten Frau Elinor von Opel beim Kampf um das Sorgerecht für die Kinder, im Gegenzug flossen mehrere hunderttausend Mark an Spenden. Hermann Göring war Gast bei Sachs-Jagden auf Schloss Mainberg und auf Gut Rechenau; Reinhard Heydrich erhielt ein Darlehen von Sachs. Willy Sachs suchte die Nähe zu führenden Nationalsozialisten, gleichwohl bescheinigte man ihm intern, von weltanschaulichen Dingen keine Ahnung zu haben und den Anforderungen an einen nationalsozialistischen Betriebsführer nicht zu genügen.

#### Keine Zustimmung zur Umbenennungs-Initiative
Im Rahmen des Aufstiegs des 1. FC Schweinfurt 05 in die  2. Bundesliga im Jahr 2001 wurde der Stadionname erstmals bundesweit in den Medien kritisiert. Die Schweinfurter Initiative gegen das Vergessen – Zwangsarbeit in Schweinfurt initiierte aufgrund der Rolle von Willy Sachs im Dritten Reich eine Kampagne für eine Umbenennung des Stadions, welche von der Süddeutschen Zeitung sowie dem Autor Werner Skrentny (Das große Buch der deutschen Fußballstadien) unterstützt wurde. Die Initiative stieß jedoch in der Schweinfurter Bevölkerung und Öffentlichkeit auf wenig Zustimmung. Die Stadt Schweinfurt und der verbliebene Erbe und Sohn von Willy Sachs Gunter Sachs hielten sich bedeckt. In seiner Autobiografie Mein Leben (2005) ging er nur sehr kurz auf seine Herkunft ein. Er und die anderen Nachkommen der Familie sprachen sich gegen eine Umbenennung des Stadions aus.

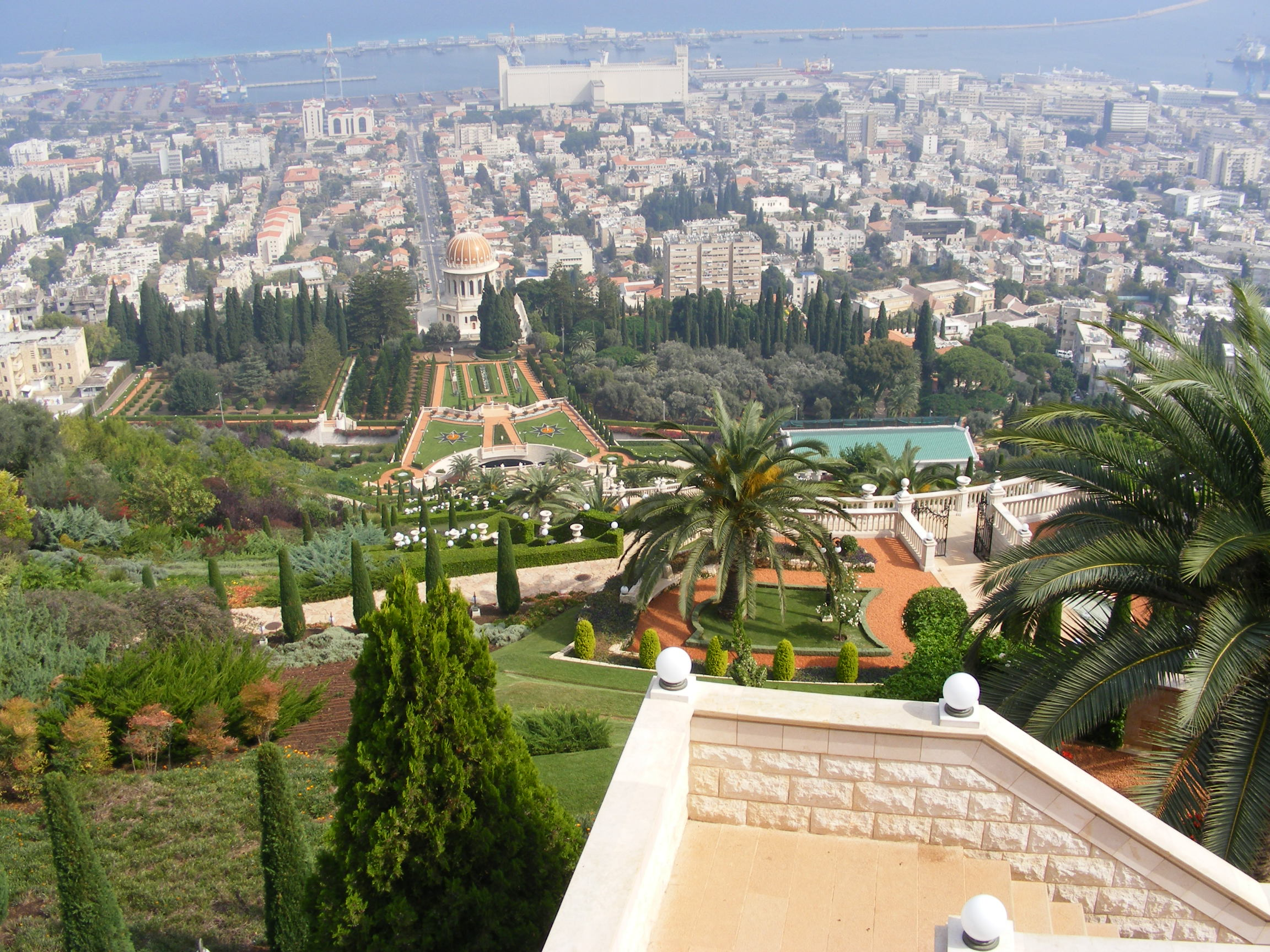
Blick auf Haifa. Zur israelischen Stadt hat die Stadt Schweinfurt freundschaftliche Beziehungen. Zu einem Freundschaftsspiel 2001 gastierte Maccabi Haifa im Sachs-Stadion

Ein Freundschaftsspiel am 20. Juli 2001 zwischen dem damaligen Zweitligisten Schweinfurt 05 und dem israelischen Meister Maccabi Haifa sollte eigentlich im Stadion (Hauptplatz) stattfinden, musste aber wegen des Stadionnamens auf Wunsch des Gegners auf einen Nebenplatz verlegt werden.

#### Zunehmender Druck auf die Stadt und Umbenennung
Um 2020 wurde die Forderung nach einer Umbenennung jedoch auch in den örtlichen Medien ausführlich diskutiert. Die Stadt Schweinfurt konnte sich schließlich der Sache nicht mehr entziehen. Am 29. Juni 2021 stimmte der Schweinfurter Stadtrat knapp mit 25 zu 20 Stimmen für die Änderung des Stadionnamens in Sachs-Stadion.

## Sachs-Stadion / Architektur und Ausstattung

### Sportpark
Die Süddeutsche Zeitung würdigte den historischen Wert des Sachs-Stadions wie folgt:
„Die Stadien unserer Zeit zeichnen sich durch Kurzlebigkeit aus. Nur noch das Willy-Sachs-Stadion in Schweinfurt und das Volkspark-Stadion in Bamberg […] vermitteln bis heute ein Gefühl von der Bedeutung des Sports in den 20er und 30er Jahren, in denen er in einen grundlegenden gesellschaftlichen Wandel eingebettet war. […] Das Willy-Sachs-Stadion entspricht von der Konzeption her der Idee der Freiluftsportanlage, wie sie in den 20er Jahren häufig in Deutschland realisiert wurde. Die Anlage war als Freizeitpark und Aufenthaltsort für Familien gedacht, wie auch der Volkspark in Bamberg.“
Zahlreiche Freitreppen sind prägende Elemente. In der Mitte des Volksparks bildet ein Aufenthaltsbereich mit Brunnen ein kleines Wahrzeichen. Am Haupteingang befindet sich eine Gaststätte mit Biergarten. Die Gesamtanlage entwarf Paul Bonatz. Sie ist durch eine hochwertige Landschaftsarchitektur mit großem Baumbestand geprägt. Die Bepflanzung stammt vom Gartenarchitekt Alwin Seifert.

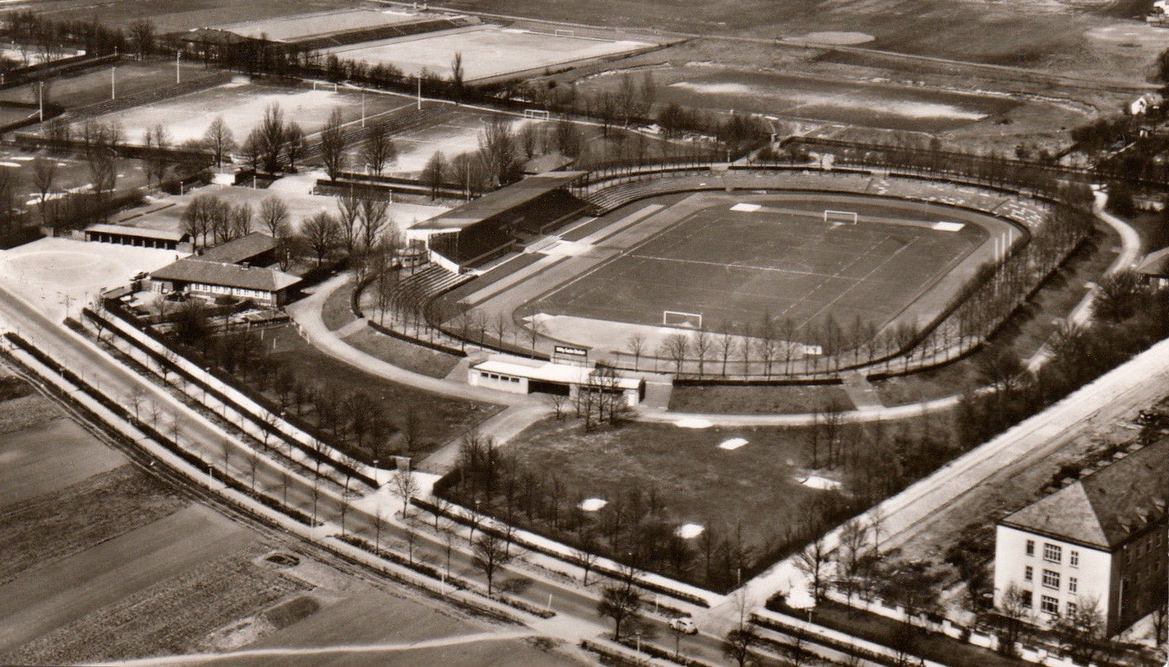
Sportpark Ende der 1930er Jahre. Vorne die Niederwerrner Straße
Brunnen in der Mitte des Sportparks

### Ander-Kupfer-Platz

Ander Kupfer
vom 1. FC Schweinfurt 05

Von der Niederwerrner Straße gelangt man über den Ander-Kupfer-Platz zum Haupteingang des Sachs-Stadions und der Riedel Bau Arena. Am Platz befindet sich rechts vor dem Haupteingang die mit freien Eintritt erreichbare Stadiongaststätte mit Biergarten. 
Ander Kupfer vom 1. FC Schweinfurt 05 wurde vom Doppelweltmeister-Trainer Vittorio Pozzo (italienische WM-Titel 1934 und 1938) im Jahre 1938 in eine erstmals gebildete FIFA-Kontinentauswahl (sogenannte Weltelf) berufen, für das Spiel am 26. Oktober gegen England. Zusammen mit dem ebenfalls in die Kontinentauswahl berufenen Albin Kitzinger, ebenfalls vom FC 05, waren sie die einzigen Deutschen in der Weltelf. Das legendäre Außenläufer-Paar war auch die Stammbesetzung in der deutschen Nationalmannschaft, mit jeweils 44 Einsätzen. 
Ander Kupfer war der erste Kapitän der Fußballnationalmannschaft der neugegründeten Bundesrepublik Deutschland, in seinem letzten Länderspiel am 22. November 1950 gegen die Schweiz, vor 103.000 Zuschauern in Stuttgart.

### Kassenanlage
Zwischen Ander-Kupfer-Platz und Stadionvorplatz liegt die Kassenanlage mit 16 Kassen.

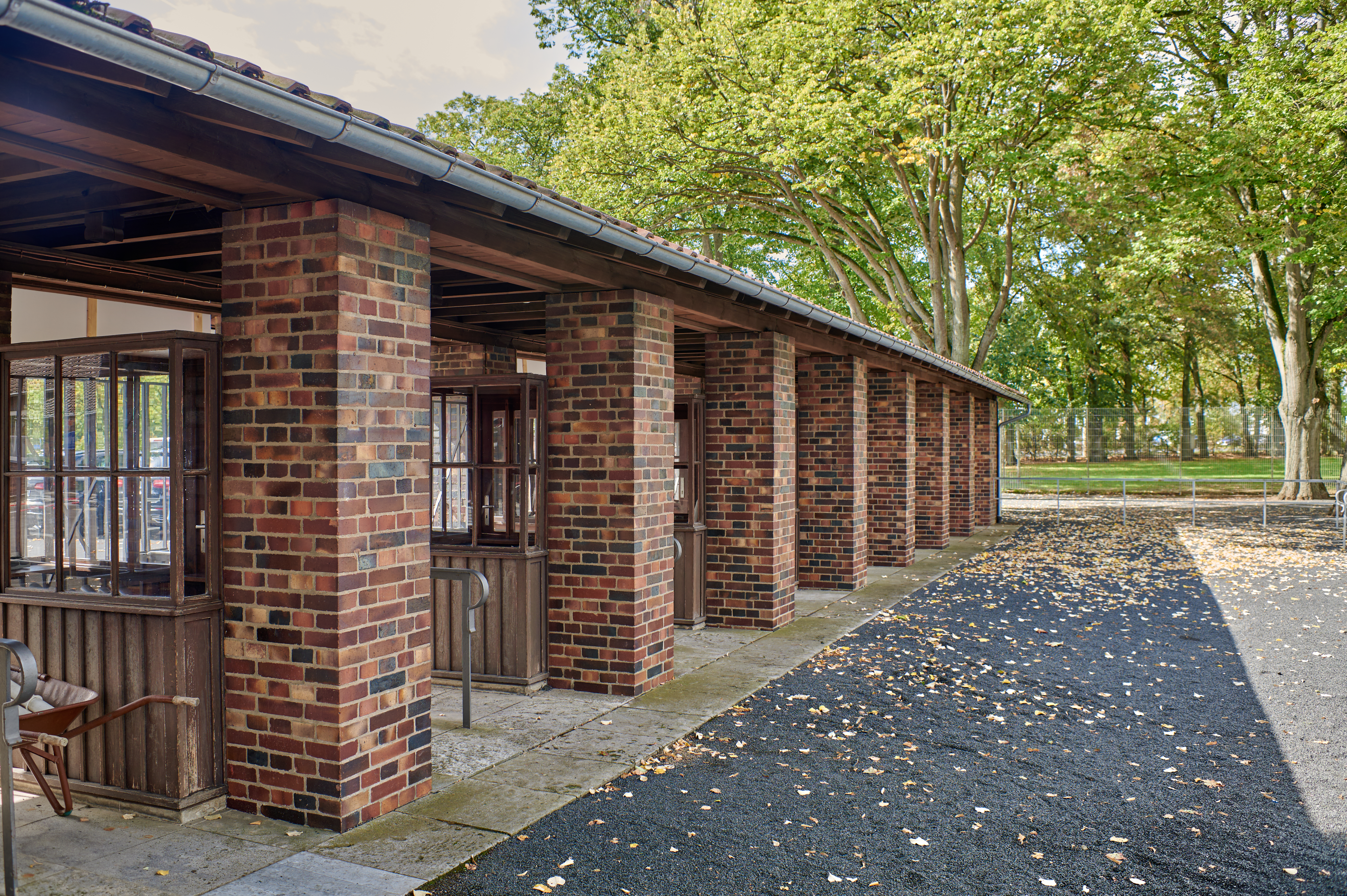
Kassenanlage
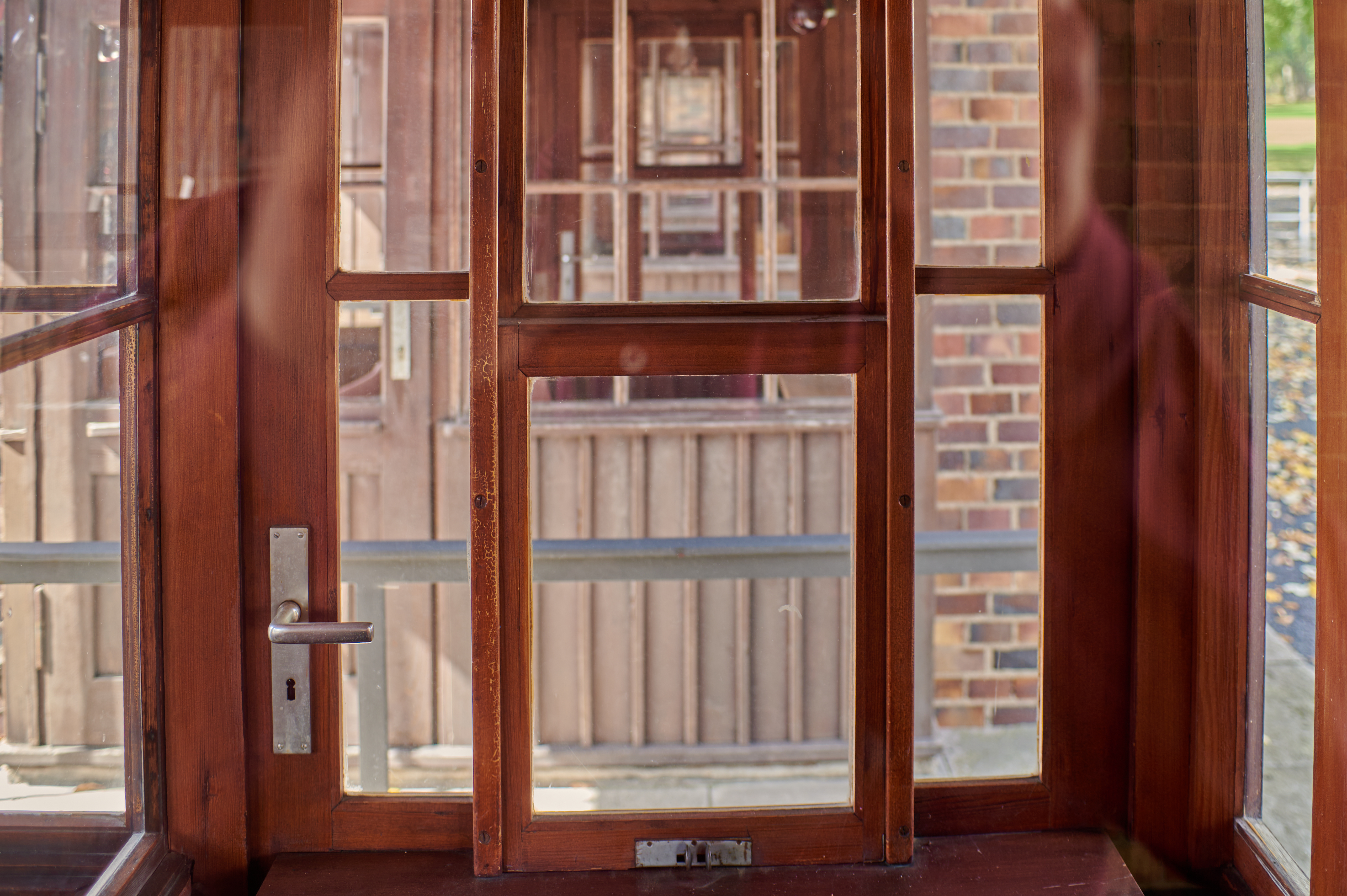
Kassenhäuschen im Originalzustand von 1936

### Stadionvorplatz
Zwischen Kassenanlage und Haupttribüne liegt der Stadionvorplatz. Der zentrale Platz erschließt alle Bereiche des Stadions für Zuschauer, Spieler, Betreuer und Medien sowie den Sportpark in alle Richtungen. Auf dem Platz befinden sich VIP-Zelt, Fan-Shop des FC 05 sowie Getränke- und Imbissstände.

Ander-Kupfer-Platz (1. Vorplatz) mit Stadion-Denkmal, Kassenanlage und Stadiongaststätte um 1950
Stadionvorplatz (2. Vorplatz) mit Haupttribüne, bei der Stadion-Einweihung 1936 mit Reichsarbeitsdienst (rechts)

### Stadion
Das Stadion wurde, wie zu jener Zeit üblich, als klassisches Fußballstadion mit Leichtathletikanlage und Marathontor angelegt, eingefasst von einem Oval mit überdachter Sitztribüne im Westen und Stehplätzen im gesamten restlichen Bereich. Das Oval wird von einer Lindenallee (Zugangsweg) umgeben.

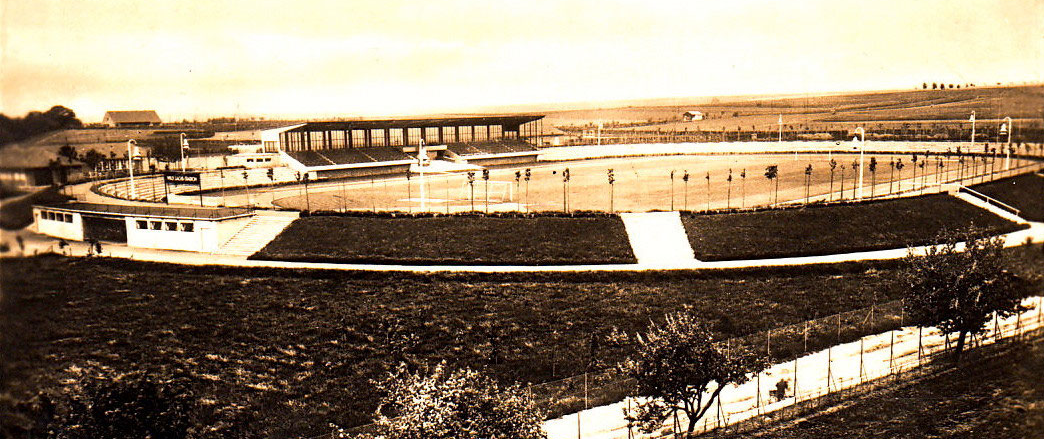
Stadion Ende der 1930er Jahre. Links Marathontor, hinten links Tennishaus

Das Stadion wurde, im Gegensatz zum ebenfalls 1936 eröffneten Olympiastadion in Berlin, nicht im damals üblichen neoklassizistischen Stil erbaut und ist, mit Ausnahme des Pylons am Stadioneingang, frei von nationalsozialistischer Kunst und Plastik.
Die Stadion blieb, abgesehen von technischen Einbauten (wie Flutlicht), bis heute in beispielloser Weise unverändert erhalten.
Es ist in Deutschland nur noch mit der ebenfalls unter Denkmalschutz stehenden Vestischen Kampfbahn von 1928 in Gladbeck vergleichbar. Allerdings wurde diese im Gegensatz zum Sachs-Stadion im letzten Krieg stark beschädigt und seit den 1980er Jahren umfassend verändert.

Haupttribüne im Bauhausstil
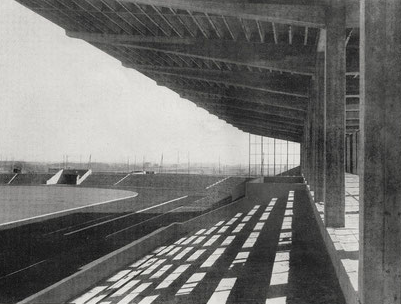
Blick von der Tribüne auf das Marathontor, kurz vor Fertigstellung des Stadions
Uhr
Innenseite der Tribüne, mit Wendeltreppe und Freitreppen

#### Katakomben

Umkleideanlage unter Haupttribüne

Unter der Haupttribüne befindet sich die Umkleideanlage. Der Zugang erfolgt über den Stadionvorplatz. Zwei Umkleidebereiche, für die Gast- und die Heimmannschaft, liegen beidseitig des Zugangs. Von ihnen führt jeweils ein eigener Tunnel zu einer Freitreppenanlage, die auf das Spielfeld  (siehe: oberes, rechtes Bild).

### Nebenplätze
Das Sachs-Stadion verfügt über 12 Nebenplätze bzw. Wiesen für diverse Sportarten. Alle Nebengebäude des Sportparks wurden in Klinker-Sichtmauerwerk errichtet.

### Tennisanlage

Tennishaus in den 1930er Jahren

Ein Jahr nach der Einweihung des Stadions wurde 1937 eine Tennisanlage mit Clubhaus eröffnet. Sie gehört zum Sachs-Stadion, besitzt aber einen eigenen Zugang und wurde Heimat des Tennisclubs Weiß-Blau (heute Tennisclub Schweinfurt).

### Ausbau des Stadions
Das Fassungsvermögen von ursprünglich über 20.000 Zuschauern wurde infolge neuerer Sicherheitsstandards in den 1970er Jahren auf 17.000 Zuschauer beschränkt, darunter unverändert 860 Sitzplätze auf der Haupttribüne.

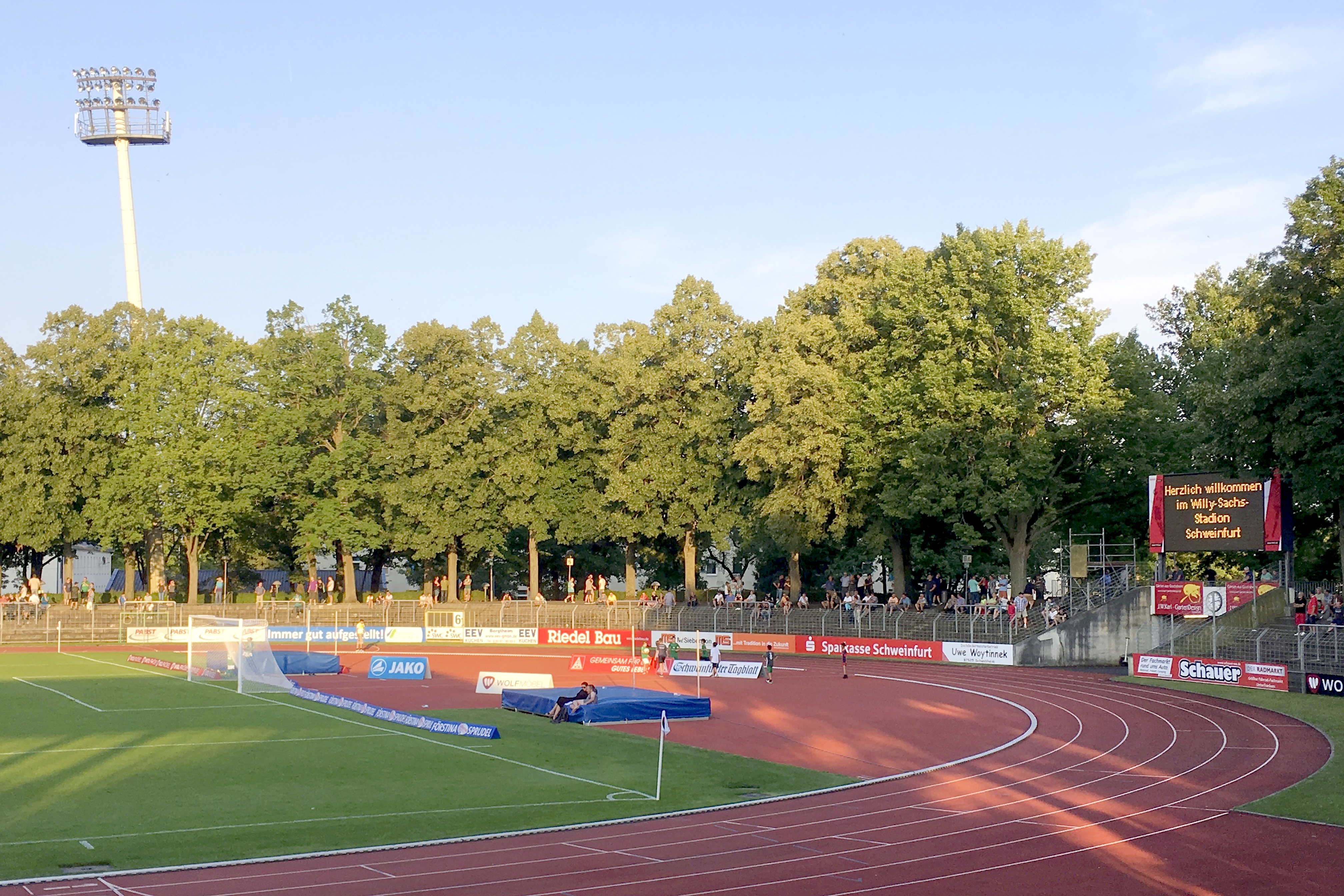
Flutlicht mit 38 Meter hohem Schrägmasten in der Südkurve

Um beim Wiederaufstieg des 1. FC Schweinfurt 05 in die 2. Fußball-Bundesliga im Jahr 2001 die damaligen Auflagen zu erfüllen, wurde das Stadion saniert. Die Stufen der Stehränge wurden erneuert und eine 1000-Lux-Flutlichtanlage auf vier jeweils 38 Meter hohen Schrägmasten installiert. Zudem wurde ein abgetrennter Gästeblock mit separatem Eingang eingerichtet. Die Schweinfurter Großindustrie spendete eine elektronische Anzeigetafel über dem Marathontor, die inzwischen durch eine LED-Videowand ersetzt wurde.
Im Jahr 2014 wurden Wellenbrecher auf den Stehrängen installiert, wodurch das Platzangebot des Stadions von nach neuen Sicherheitsstandards nur noch 15.060 Plätzen, welches zwischenzeitlich auf etwa 6.200 beschränkt wurde, wieder voll ausgenutzt werden konnte.
Bei allen Baumaßnahmen blieb jedoch das Gesamtbild des denkmalgeschützten Stadions erhalten.
Zum weiteren Stadion-Ausbau im Jahre 2025 siehe Abschnitt: Riedel Bau Arena

### Ausbau des Sportparks
Der Sportpark wurde seit dem Krieg sukzessive erweitert. Er hat heute, zusammen mit benachbarten Sportanlagen anderer Vereine, u. a. dem Eisstadion (aber ohne die DJK), eine Fläche von 21 Hektar und ist der mit Abstand größte Sportpark Mainfrankens (siehe Lage).

### Atmosphäre

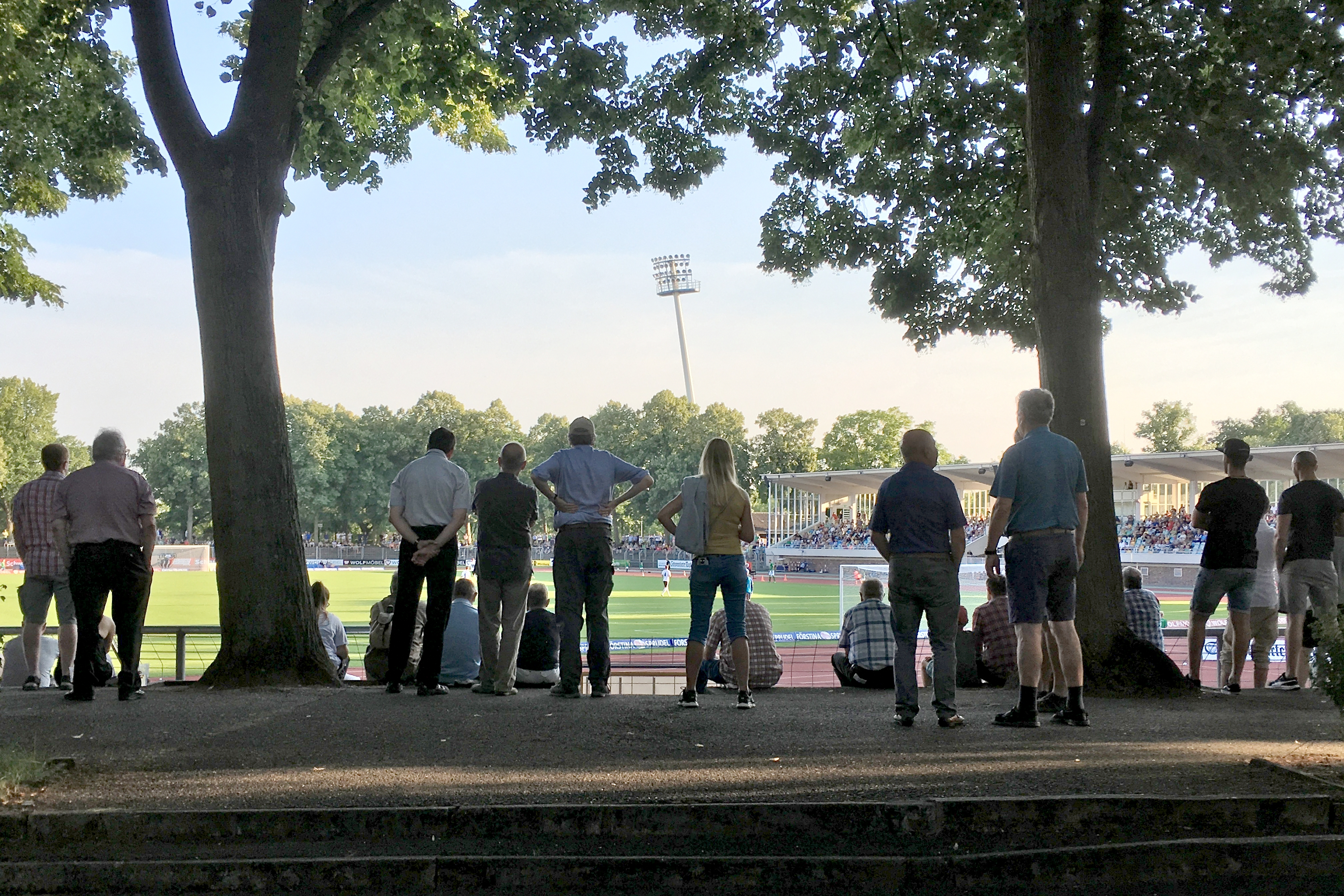
Blick von der Lindenallee in der Nordkurve

Das Stadion bietet aufgrund der dichten Bepflanzung der Stehplatzränge mit hochgewachsenen Linden sowohl aus der Perspektive der Haupttribüne als auch von den Stehrängen einen anderen visuellen Eindruck als moderne, komplett überdachte Fußball-Arenen. Auf den Rängen bieten die Linden an heißen Tagen Schatten, eingebettet in den umliegenden Baumbestand, sodass die Zuschauer wie von einem Landschaftspark aus das Spielgeschehen verfolgen können.

## Weitere Stadionnutzungen

### Veranstaltungszentrum für Mainfranken

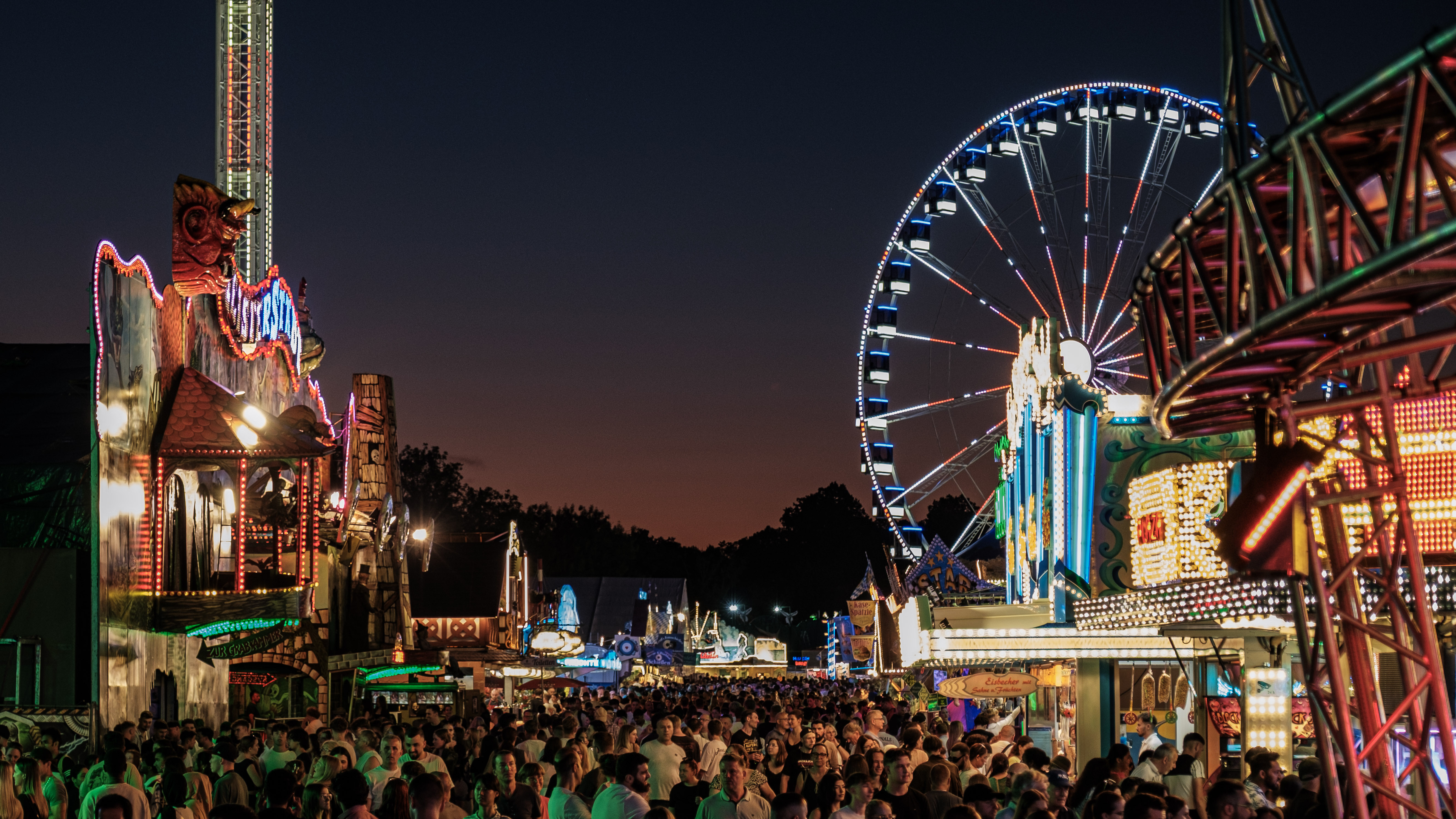
Der Volksfestplatz dient auch als Großparkplatz für das Sachs-Stadion

Das Sachs-Stadion ist das größte Veranstaltungszentrum Mainfrankens, mit einer Gesamtkapazität von ca. 25.000 Plätzen (Freiluftkonzerte) und einer für die Region beispiellosen, umgebenden Infrastruktur, mit dem Volksfestplatz, der auch als Großparkplatz für das Stadion dient, dem Eisstadion und vierspurigen Zufahrtsstraßen, mit direkten Autobahnanbindungen (siehe: Lage, Plan). Bei Großkonzerten erstreckt sich der Einzugsbereich des Stadions über das ganze mittlere Deutschland (siehe: Große Freiluftkonzerte).

### Große Freiluftkonzerte

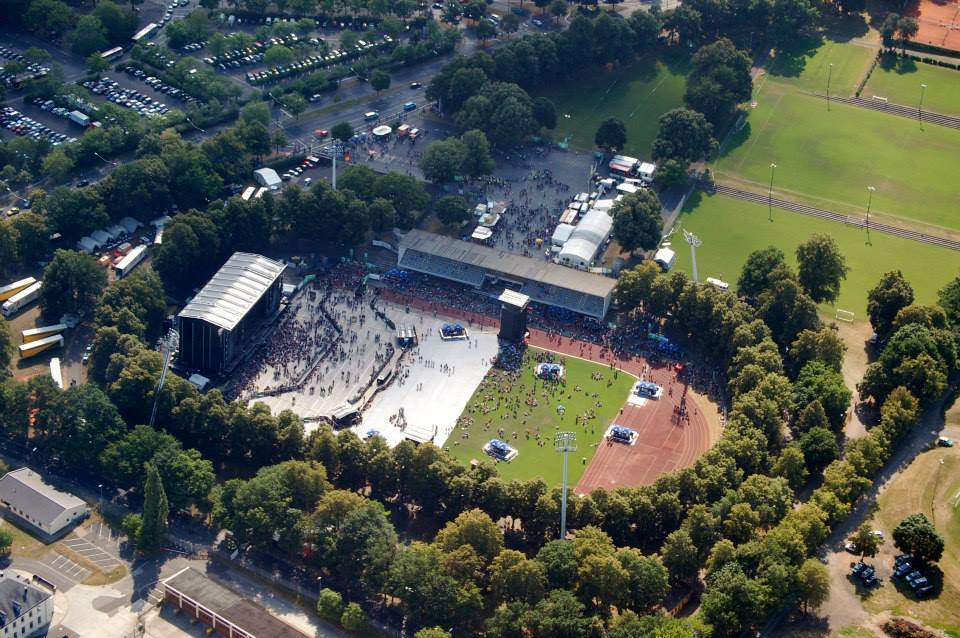
Sachs-Stadion vor einem Rockkonzert im Jahre 2013

Seit 1999 finden im Sachs-Stadion im Sommer große Freiluftkonzerte mit bis zu 22.000 Besuchern statt. Unter anderen traten dort die Backstreet Boys, die Scorpions, Die Toten Hosen, Sunrise Avenue, Herbert Grönemeyer, Sido und Roland Kaiser auf.

### Fußball-WM 2006
Während der Fußball-Weltmeisterschaft 2006 in Deutschland war das Sachs-Stadion Trainingsgelände der tunesischen Fußballnationalmannschaft, die in Schweinfurt ihr Quartier hatte.

### Militärparaden
Das Stadion diente der US-Heeresgarnison Schweinfurt bis zu ihrer Auflösung im Jahr 2014 als Aufmarschfläche für Zeremonien und Militärparaden.

## Videos
- in-und-um-schweinfurt.de: Eine Huldigung an das Willy-Sachs-Stadion (6:39)